# Granville Leveson-Gower, 1:e markis av Stafford
Granville Leveson-Gower, 1:e markis av Stafford, född den 4 augusti 1721, död den 26 oktober 1803 på Trentham Hall i Staffordshire, var en brittisk ädling.

## Biografi
Granville Leveson-Gower var son till John Leveson-Gower, 1:e earl Gower och lady Evelyn Pierrepoint.
Han inledde en politisk karriär 1744 med att bli parlamentsledamot. Han innehade flera ministerposter i perioder, först 1755 till 1757, därefter 1767–1779 och 1783–1784. Något år senare utnämndes han av kung Georg III till riddare av Strumpebandsorden för sina förtjänster.

### Familj
Granville Leveson-Gower var gift tre gånger, 1:a gången 1744 med Elisabeth Fazakerley (d. 1746 av smittkoppor). Barnlös.
2:a gången 1748 med lady Louisa Egerton (1723–1761), dotter till Scroop Egerton, 1:e hertig av Bridgwater. De fick 4 barn:
- Lady Louisa Leveson-Gower (1750–1827) , gift med sir Archibald MacDonald
- Lady Margaret Caroline Leveson-Gower (1751–1824), gift med Frederick Howard, 5:e earl av Carlisle
- Lady Anne Leveson-Gower (1755–1832), gift med Edward Venables-Vernon-Harcourt, ärkebiskop av York.
- George Leveson-Gower, 1:e hertig av Sutherland (1758–1833)

Han gifte sig 3:e gången 1768 med lady Susanna Stewart (d. 1805), dotter till Alexander Stewart, 6:e earl av Galloway. De fick 4 barn:
- Lady Georgiana Augusta Leveson-Gower (1769–1806), gift med William Eliot, 2:e earl av Saint Germans
- Lady Charlotte Sophia Leveson-Gower (1771–1854), gift med Henry Charles Somerset, 6:e hertig av Beaufort
- Lady Susan Leveson-Gower (1772–1838), gift med Dudley Ryder, 1:e earl av Harrowby
- Granville Leveson-Gower, earl Granville (1773–1846)